# Dave Sorenson
David Lowell "Dave" Sorenson (Findlay, Ohio; 8 de julio de 1948 - Cleveland, Ohio; 9 de julio de 2002) fue un jugador de baloncesto estadounidense que jugó 3 temporadas en la NBA y otras 4 en la liga italiana. Con 2,03 metros de altura, lo hacía en la posición de alero.

## Trayectoria deportiva

### Universidad
Jugó durante cuatro temporadas con los Buckeyes de la Universidad Estatal de Ohio, en las que promedió 21,4 puntos y 9.8 rebotes por partido. En 1968 anotó la canasta que llevó a los Buckeyes a disputar la Final Four. En sus dos últimas temporadas fue elegido en el mejor quinteto de la Big Ten Conference, acabando su carrera como el octavo mejor anotador de la historia del equipo. Fue además incluido en 1969 en el tercer equipo All-American.

### Profesional
Fue elegido en la vigésimo sexta posición del Draft de la NBA de 1970 por Cleveland Cavaliers, y también por los Utah Stars en el Draft de la ABA, firmando con los primeros. Su primera temporada fue la más destacada de las que disputó, actuando como sexto hombre promedió 11,3 puntos, 6,2 rebotes y 2,1 asistencias por partido.
Tras bajar al año siguiente notablemente su rendimiento, poco después de comenzada la temporada 1972-73 fue traspasado a Philadelphia 76ers a cambio de Bob Rule. En los peores Sixers de la historia, que acabaron con tan sólo 9 victorias, Sorenson se contagió de la desgana general, promediando 5,9 puntos y 3,6 rebotes, en la que sería su última temporada en la liga.
En 1974 se marcha a jugar al Stella Azzurra Roma de la liga italiana, donde permanece 4 temporadas, en las que promedia 24,8 puntos y 9,2 rebotes por partido. En 1979 ficha por el Pallacanestro Treviso, en aquella época en la Serie A2, donde jugaría su última temporada, promediando 23,9 puntos y 8,9 rebotes por partido.

## Estadísticas de su carrera en la NBA

### Temporada regular
| Temporada | Edad | Equipo              | Liga | P   | TIT | MIN  | TC  | TCA  | %TC  | 3P | 3PA | %3P | TL  | TLA | %TL  | R.OF. | R.DEF. | REB | ASIS | ROB | TAP | PER | FP  | PTS  |
| 1970-71   | 22   | Cleveland Cavaliers | NBA  | 79  |     | 24.6 | 4.5 | 10.1 | .445 |    |     |     | 2.3 | 2.9 | .803 |       |        | 6.2 | 2.1  |     |     |     | 2.3 | 11.3 |
| 1971-72   | 23   | Cleveland Cavaliers | NBA  | 76  |     | 15.3 | 2.8 | 6.3  | .448 |    |     |     | 1.4 | 1.8 | .779 |       |        | 4.0 | 1.1  |     |     |     | 1.6 | 7.0  |
| 1972-73   | 24   | TOTAL               | NBA  | 58  |     | 13.0 | 2.1 | 5.1  | .423 |    |     |     | 1.1 | 1.6 | .711 |       |        | 3.6 | 0.6  |     |     |     | 1.8 | 5.4  |
| 1972-73   | 24   | Cleveland Cavaliers | NBA  | 10  |     | 12.9 | 1.1 | 4.5  | .244 |    |     |     | 0.5 | 1.1 | .455 |       |        | 3.7 | 0.5  |     |     |     | 1.6 | 2.7  |
| 1972-73   | 24   | Philadelphia 76ers  | NBA  | 48  |     | 13.0 | 2.4 | 5.2  | .456 |    |     |     | 1.2 | 1.6 | .747 |       |        | 3.6 | 0.6  |     |     |     | 1.9 | 5.9  |
| Total     |      |                     | NBA  | 213 |     | 18.1 | 3.2 | 7.3  | .442 |    |     |     | 1.7 | 2.1 | .778 |       |        | 4.7 | 1.3  |     |     |     | 1.9 | 8.1  |

## Fallecimiento
Sorenson falleció el 9 de julio de 2002, nada más cumplir 54 años, en un hospital de Cleveland, víctima de un cáncer.